# Пастаса (річка)
Паста́са (ісп. Pastaza) — річка в Еквадорі та Перу, ліва притока річки Мараньйон басейну річки Амазонка. Довжина річки 520 км.
Утворюється злиттям річок Патате та Чамбо, які проклали собі глибокі ущелини у Східній Кордильєрі Еквадорських Андів. Протікає головним чином в передгір'ях Андів. Виходячи на Амазонську низовину стає судноплавною.
Велика притока зліва — Бобонаса.
Паводки із жовтня по квітень.

## Каскад ГЕС
На річці розташовано ГЕС Агоян,  ГЕС Сан-Франциско.
| Земля | Це незавершена стаття з географії. Ви можете допомогти проєкту, виправивши або дописавши її. |

1. ↑  GEOnet Names Server — 2018.